# Jiří Pavlenka
Jiří Pavlenka (Hlučín, Distrito de Opava, Región de Moravia-Silesia, Checoslovaquia, 14 de abril de 1992) es un futbolista checo que juega como guardameta en el PAOK de Salónica F. C. de la Superliga de Grecia.

## Trayectoria

### Banik Ostrava
Pavlenka debutó en el fútbol a los 19 años con el Baník Ostrava de la Liga de Fútbol de la República Checa, en el último partido de la temporada 2012/13, disputado el 1 de junio de 2013. Jugó de titular todo el encuentro y su equipo perdió 1-0 ante el Jablonec.
En la siguiente campaña, Pavlenka se adueñó del puesto de arquero titular del club a partir de la jornada 8 y en 20 partidos logró 7 vallas invictas, recibiendo 22 goles. Con 21 años y ya afianzado como titular, el 22 de agosto de 2015 fue designado como capitán para el partido de liga que perdieron por 3-1 con el Slavia Praga. En esa temporada, la 2015/16, el Baník perdió 14 de 16 encuentros de liga y Pavlenka cambió de aires.

### Slavia Praga
Pavlenka firmó con el Slavia Praga en enero de 2016 por una suma de €380,000, para competir el puesto con Martin Berkovec. Dado que había llegado a mitad de temporada, hizo su debut oficial el 5 de marzo de 2016 en la jornada 20 de liga, que perdieron 2-1 frente al Mladá Boleslav. Disputó siete partidos más y el Slavia quedó quinto en la tabla de posiciones de la liga checa.
La temporada 2016/17 fue muy exitosa para Pavlenka, no solo porque se volvió el arquero titular del club, sino porque el Slavia salió campeón del fútbol checo. Jiří solo recibió 19 goles en 28 encuentros de liga, además de acumular 12 partidos con la valla invicta. Esto le valió su convocatoria a la selección mayor de República Checa.

### Werder Bremen
Evidentemente, sus actuaciones no pasaron desapercibidas. En junio de 2017, el Werder Bremen de Alemania se hizo con sus servicios tras haberlo seguido bastante tiempo. Pavlenka firmó por tres años con la opción de uno más. Se estimó que el fichaje costó 3 millones de euros.
El 12 de agosto de 2017 debutó oficialmente en la primera ronda de la Copa de Alemania, manteniendo la vaya invicta y contribuyendo en la goleada por 3-0 sobre el Würzburger Kickers. Se hizo inmediatamente con el puesto de titular y en agosto de 2018, tras una sólida primera temporada en la 1. Bundesliga, Pavlenka extendió su contrato con el club.

## Selección nacional
Pavlenka forma parte de la selección de fútbol de República Checa, con la cual ha disputado 21 encuentros y ha recibido 16 goles. En marzo de 2015 fue convocado por primera vez para un partido contra Eslovaquia sin embargo no llegó a ingresar. El 15 de noviembre de 2016 debutó en un amistoso contra Dinamarca, sustituyendo en el entretiempo a Tomáš Koubek. El partido terminó empatado 1-1.
Antes de formar parte de la selección absoluta, Pavlenka ya había integrado la categoría sub-21 de República Checa.

## Clubes y estadísticas
Actualizado el 27 de junio de 2020.
| Club | Temporada        | Div.             | Liga     | Liga  | Liga            | Copas nacionales(1) | Copas nacionales(1) | Copas nacionales(1) | Copas internacionales(2) | Copas internacionales(2) | Copas internacionales(2) | Total    | Total | Total           |
| Club | Temporada        | Div.             | Partidos | Goles | Vallas invictas | Partidos            | Goles               | Vallas invictas     | Partidos                 | Goles                    | Vallas invictas          | Partidos | Goles | Vallas invictas |
| --- | ---------------- | ---------------- | -------- | ----- | --------------- | ------------------- | ------------------- | ------------------- | ------------------------ | ------------------------ | ------------------------ | -------- | ----- | --------------- |
| Baník Ostrava · República Checa | 2012/13          | 1.ª              | 1        | 1     | 0               | 0                   | 0                   | 0                   | —                        | —                        | —                        | 1        | 1     | 0               |
| Baník Ostrava · República Checa | 2013/14          | 1.ª              | 20       | 22    | 7               | 1                   | 1                   | 0                   | —                        | —                        | —                        | 21       | 23    | 7               |
| Baník Ostrava · República Checa | 2014/15          | 1.ª              | 30       | 41    | 10              | 0                   | 0                   | 0                   | —                        | —                        | —                        | 30       | 41    | 10              |
| Baník Ostrava · República Checa | 2015/16          | 1.ª              | 16       | 35    | 1               | 0                   | 0                   | 0                   | —                        | —                        | —                        | 16       | 35    | 1               |
| Baník Ostrava · República Checa | Total club       | Total club       | 67       | 99    | 18              | 1                   | 1                   | 0                   | 0                        | 0                        | 0                        | 68       | 100   | 18              |
| Slavia Praga · República Checa | 2015/16          | 1.ª              | 8        | 5     | 5               | 0                   | 0                   | 0                   | —                        | —                        | —                        | 8        | 5     | 5               |
| Slavia Praga · República Checa | 2016/17          | 1.ª              | 28       | 19    | 12              | 1                   | 1                   | 0                   | 4                        | 4                        | 2                        | 33       | 24    | 14              |
| Slavia Praga · República Checa | Total club       | Total club       | 36       | 24    | 17              | 1                   | 1                   | 0                   | 4                        | 4                        | 2                        | 41       | 29    | 19              |
| Werder Bremen · Alemania | 2017/18          | 1.ª              | 34       | 40    | 8               | 4                   | 6                   | 2                   | —                        | —                        | —                        | 38       | 46    | 10              |
| Werder Bremen · Alemania | 2018/19          | 1.ª              | 34       | 47    | 7               | 5                   | 8                   | 1                   | —                        | —                        | —                        | 39       | 55    | 8               |
| Werder Bremen · Alemania | 2019/20          | 1.ª              | 33       | 67    | 4               | 4                   | 6                   | 0                   | —                        | —                        | —                        | 37       | 73    | 4               |
| Werder Bremen · Alemania | Total club       | Total club       | 101      | 164   | 19              | 13                  | 20                  | 3                   | 0                        | 0                        | 0                        | 114      | 174   | 22              |
| Total en carrera | Total en carrera | Total en carrera | 204      | 277   | 54              | 15                  | 22                  | 3                   | 4                        | 4                        | 2                        | 223      | 303   | 59              |
| (1)Incluye datos de la Copa de la República Checa (2013/14 y 2016/17) y Copa de Alemania (2017/18, 2018/19 y 2019/20). (2)Incluye datos de la Liga Europa de la UEFA (2016/17). |                  |                  |          |       |                 |                     |                     |                     |                          |                          |                          |          |       |                 |

## Palmarés

### Campeonatos nacionales
| Título                               | Club               | País            | Año     |
| ------------------------------------ | ------------------ | --------------- | ------- |
| Liga de Fútbol de la República Checa | S. K. Slavia Praga | República Checa | 2016-17 |

### Distinciones individuales
| Distinción                                                  | Año     |
| ----------------------------------------------------------- | ------- |
| Votado como séptimo mejor futbolista checo del año          | 2017    |
| Votado como mejor jugador de la temporada del Werder Bremen | 2017-18 |